# Габровница (приток на Вардар)
Габровница (на македонска литературна норма: Габровница) е река в северозападната част на Северна Македония.

## Път
Извира от Шар, в землището на село Доброще, югоизточно под връх Езерска чука (2604 m). Тече най-общо в югоизточна посока. Преминава северно от село Доброще и се влива в река Вардар като ляв приток преди началото на пролома Дервент, северно от село Йегуновце.